# World Cup of Golf 2011
De 56ste editie van de World Cup of Golf, officieel de Omega Mission Hills World Cup, werd niet in 2010 gespeeld maar pas weer in 2011, nadat in maart 2010 door de Amerikaanse PGA bekend werd gemaakt dat de World Cup in de toekomst alleen in de oneven jaren gespeeld zal worden. Zo wordt er rekening gehouden met de golfsport die vanaf 2016 op de Olympische Spelen wordt gespeeld. De Verenigde Staten hebben de Cup 23 keer gewonnen.  
Van 24-27 november 2011 werd de World Cup niet zoals voorheen op Mission Hills Shenzhen bij Hongkong gespeeld maar op het Mission Hills Resort op Hainan, een Chinees eiland in de Zuid-Chinese Zee.
Het prijzengeld was gestegen van $5.500.000 naar $7.500.000. De twee winnaars kregen hiervan ieder $1.200.000.

## Kwalificatie
Er deden 28 landen mee, hiervan hadden achttien landen zich automatisch gekwalificeerd doordat zij een speler hadden in de top van de Official World Golf Ranking op een vastgestelde datum, in 2011 was dat 8 juli. Deze 18 spelers mochten zelf een partner uitzoeken die voor 22 augustus bekend moest worden gemaakt. 
Nederland stond met Joost Luiten net als 19de nationaliteit op de rangorde en moest zich dus kwalificeren om mee te doen. Bij het Europese kwalificatietoernooi, dat op de Estorian Golf & Country Club werd gespeeld, deden elf landenteams mee, w.o. het Nederlandse team, dat uit Robert-Jan Derksen en Joost Luiten bestond. De drie beste landen mochten aan de World Cup meedoen.

## Teams
Er deden 28 landen mee. Ierland en Fiji behoorden tot de top-18 maar deden niet mee. 
Thomas Bjørn, die in 2011 de  Commercialbank Qatar Masters, het Johnnie Walker Championship op Gleneagles en het Omega European Masters won, had een blessure en werd vervangen door Thorbjørn Olesen.

## Verslag
De opening ging gepaard met speeches, Chinese dansen en Chinees vuurwerk. Het was de vijfde keer dat de World Cup op een baan van Mission Hills werd gespeeld. De oprichter van Mission Hills, Dr David Chu, overleed in het afgelopen jaar en werd herdacht.
Ronde 1
De eerste ronde werd als 4-ball gespeeld, de partners speelden ieder de gehele hole, daarna werd alleen de laagste score van de partners genoteerd.
 Richard Green en Brendan Jones van Australië waren als derde gestart en namen met een score van -11 de eerste plaats in. Nederland startte een uur later samen met de Verenigde Staten; beiden maakten -8 hetgeen lange tijd goed was voor een gedeeld tweede plaats. Later werden ze ingehaald door Ierland en Schotland.
Ronde 2
De tweede ronde werd als foursome gespeeld: de partners speelden samen met 1 bal, ze sloegen om de beurt af en om de beurt verder. Deze spelvorm wordt moeilijker gevonden en de scores zijn meestal hoger. Nederland speelde met Ierland in de voorlaatste partij. 
 De stand van de eerste drie plaatsen bleef tot de laatste hole hetzelfde gebleven, maar daar maakte Australië en Schotland een bogey. Australië moest daarna zijn eerste plaats delen met Ierland en Schotland kwam alleen op de derde plaats. Nieuw-Zeeland, de Verenigde Staten en Spanje delen de vierde plaats waardoor Nederland nu op de gedeeld 7de plaats is gekomen.
Ronde 3
Er werd weer als 4-ball gespeeld. Nederland speelde met de Chinezen. Derksen en Luiten maakten een mooie bogey-vrije ronde van -8 en stegen naar de 6de plaats. Het Amerikaanse team maakte tien birdies en steeg naar de 2de plaats, waar Zuid-Afrika en Duitsland na elf birdies ook al stonden.
Ronde 4
De laatste ronde was weer foursome. Nederland begon mooi en stond na zeven holes op -4, daarna ging het minder goed maar ze eindigden met drie birdies en dat bracht hun op de vierde plaats, zij waren de beste van de niet automatisch gekwalificeerde landen. Engeland maakte een schitterende score van -9, het toernooirecord voor de foursome, en klommen naar de tweede plaats. De Belgen hadden goede rondes met de 4-ball gemaakt maar hadden kennelijk moeite met de foursome-rondes. 

Matt Kuchar en Gary Woodland hadden vanaf hole 13 twee slagen voorsprong op het team van Engeland, dat toen al binnen was, en Duitsland, dat twee holes voor hun speelde. Dat bleef zo, de Amerikanen wonnen de World Cup voor de 24ste keer. 
| Land                   | Spelers                                  | Dag 1          | Dag 1          | Stand          | Dag 2          | Dag 2          | Totaal         | Stand          | Dag 3          | Dag 3          | Totaal         | Stand          | Dag 4          | Dag 4          | Totaal         | Stand          |
| Top 18                 | Top 18                                   | Top 18         | Top 18         | Top 18         | Top 18         | Top 18         | Top 18         | Top 18         | Top 18         | Top 18         | Top 18         | Top 18         | Top 18         | Top 18         | Top 18         | Top 18         |
| ---------------------- | ---------------------------------------- | -------------- | -------------- | -------------- | -------------- | -------------- | -------------- | -------------- | -------------- | -------------- | -------------- | -------------- | -------------- | -------------- | -------------- | -------------- |
| Verenigde Staten       | Matt Kuchar en Gary Woodland             | 64             | -8             | T4             | 70             | -2             | -10            | T4             | 63             | -9             | -19            | T2             | 67             | -5             | -24            | 1              |
| Duitsland              | Martin Kaymer en Alex Cejka              | 65             | -7             | T6             | 71             | -1             | -8             | T10            | 61             | -11            | -19            | T2             | 69             | -3             | -22            | T2             |
| Engeland               | Ian Poulter en Justin Rose               | 66             | -6             | T10            | 69             | -3             | -9             | T7             | 68             | -4             | -13            | T14            | 63             | -9             | -22            | T2             |
| Australië              | Richard Green en Brendan Jones           | 61             | -11            | 1              | 70             | -2             | -13            | T1             | 67             | -5             | -18            | 5              | 69             | -3             | -21            | T4             |
| Noord-Ierland          | Graeme McDowell en Rory McIlroy          | 63             | -9             | T2             | 68             | -4             | -13            | T1             | 64             | -8             | -21            | 1              | 72             | par            | -21            | T4             |
| Schotland              | Martin Laird en Stephen Gallacher        | 63             | -9             | T2             | 69             | -3             | -12            | 3              | 69             | -3             | -15            | T9             | 66             | -6             | -21            | T4             |
| Wales                  | Jamie Donaldson en Rhys Davies           | 67             | -5             | T19            | 69             | -3             | -8             | T10            | 65             | -7             | -15            | T9             | 67             | -5             | -20            | 8              |
| Zuid-Korea             | Sung-joon Park en Hyung-sung Kim         | 66             | -6             | T10            | 71             | -              | -7             | T19            | 64             | -8             | -15            | T9             | 68             | -4             | -19            | T9             |
| Spanje                 | Alvaro Quiros en Miguel Angel Jiménez    | 65             | -7             | T6             | 69             | -3             | -10            | T4             | 68             | -4             | -14            | T12            | 67             | -5             | -19            | T9             |
| Zuid-Afrika            | Charl Schwartzel en Louis Oosthuizen     | 68             | -4             | T22            | 68             | -4             | -8             | T10            | 61             | -11            | -19            | T2             | 74             | +2             | -17            | 12             |
| Denemarken             | Anders Hansen en Thorbjørn Olesen        | 65             | -7             | T6             | 72             | par            | -7             | T19            | 68             | -4             | -11            | T21            | 67             | -5             | -16            | T13            |
| Italië                 | Francesco Molinari en Edoardo Molinari   | 67             | -5             | T19            | 69             | -3             | -8             | T10            | 64             | -8             | -16            | T7             | 74             | +2             | -14            | 17             |
| Japan                  | Tetsuji Hiratsuka en Yuta Ikeda          | 66             | -6             | T10            | 70             | -2             | -8             | T10            | 66             | -6             | -14            | T12            | 74             | +2             | -12            | T20            |
| Colombia               | Camilo Villegas en Manuel Villegas       | 65             | -7             | T6             | 76             | +4             | -3             | T24            | 64             | -8             | -11            | T21            | 73             | +1             | -10            | T23            |
| Zweden                 | Robert Karlsson en Alexander Norén       | 66             | -6             | T10            | 74             | +2             | -4             | 23             | 66             | -6             | -10            | T23            | 73             | +1             | -9             | 25             |
| België                 | Nicolas Colsaerts en Jérôme Theunis      | 67             | -5             | T19            | 77             | +5             | par            | 27             | 68             | -4             | -4             | 27             | 84             | +12            | +8             | 28             |
| Ierland                | heeft afgezegd                           | heeft afgezegd | heeft afgezegd | heeft afgezegd | heeft afgezegd | heeft afgezegd | heeft afgezegd | heeft afgezegd | heeft afgezegd | heeft afgezegd | heeft afgezegd | heeft afgezegd | heeft afgezegd | heeft afgezegd | heeft afgezegd | heeft afgezegd |
| Fiji                   | heeft afgezegd                           | heeft afgezegd | heeft afgezegd | heeft afgezegd | heeft afgezegd | heeft afgezegd | heeft afgezegd | heeft afgezegd | heeft afgezegd | heeft afgezegd | heeft afgezegd | heeft afgezegd | heeft afgezegd | heeft afgezegd | heeft afgezegd | heeft afgezegd |
| Gekwalificeerde landen |                                          |                |                |                |                |                |                |                |                |                |                |                |                |                |                |                |
| Nederland              | Robert-Jan Derksen en Joost Luiten       | 64             | -8             | T4             | 71             | -1             | -9             | T7             | 64             | -8             | -17            | 6              | 68             | -4             | -21            | T4             |
| Zimbabwe               | Brendon de Jonge en Bruce McDonald       | 66             | -6             | T10            | 70             | -2             | -8             | T10            | 67             | -5             | -13            | 14             | 67             | -5             | -18            | 11             |
| Mexico                 | José de Jesus Rodríguez en Oscar Serna   | 66             | -6             | T10            | 69             | -3             | -9             | T7             | 65             | -7             | -16            | T7             | 72             | par            | -16            | T13            |
| Frankrijk              | Grégory Bourdy en Raphaël Jacquelin      | 66             | -6             | T10            | 70             | -2             | -8             | T10            | 68             | -4             | -12            | T15            | 68             | -4             | -16            | T13            |
| Nieuw-Zeeland          | Michael Hendry en Gareth Paddison        | 66             | -6             | T10            | 68             | -4             | -10            | T4             | 68             | -4             | -14            | T12            | 71             | -1             | -15            | 16             |
| China                  | Wen-chong Liang en Xin-jun Zhang         | 68             | -4             | T22            | 68             | -4             | -8             | T10            | 68             | -4             | -12            | T15            | 71             | -1             | -13            | T18            |
| Thailand               | Thongchai Jaidee en Aphibarnrat Kiradech | 66             | -6             | T10            | 70             | -2             | -8             | T10            | 68             | -4             | -12            | T15            | 71             | -1             | -13            | T18            |
| Oostenrijk             | Florian Praegant en Roland Steiner       | 69             | -3             | 26             | 72             | par            | -3             | T24            | 65             | -7             | -10            | T23            | 70             | -2             | -12            | T20            |
| Portugal               | Ricardo en Hugo Santos                   | 70             | -2             | 27             | 68             | -4             | -6             | 21             | 66             | -6             | -12            | T15            | 72             | par            | -12            | T20            |
| Brazilië               | Adilson da Silva en Lucas Lee            | 68             | -4             | T22            | 71             | -1             | -5             | 22             | 67             | -5             | -10            | T23            | 72             | par            | -10            | T23            |
| Singapore              | Chih-Bing Lam en Mardan Mamat            | 68             | -4             | T22            | 75             | +3             | -1             | 26             | 65             | -7             | -8             | 26             | 74             | +2             | -6             | 25             |
| Guatemala              | Pablo Ancuna en José Toudo               | 75             | +3             | 28             | 74             | +2             | +5             | 28             | 66             | -6             | -1             | 28             | 70             | -2             | -3             | 27             |

| Leider |  | Toernooirecord voor 4-ball |  | Toernooirecord voor foursome |